# Santiago Artemis
Pour les articles homonymes, voir Artémis (homonymie).
Santiago Navarro, connu sous le nom de Santiago Artemis (Ushuaïa, 7 septembre 1991) est un créateur de mode, chanteur, acteur et auteur argentin.
Il grandit dans une famille mormone de la Terre de Feu, à l’extrême sud de l’Argentine, puis s'installe à Buenos Aires pour étudier à la Escuela Argentina del Mod et à l'Université de Buenos Aires. Il y installe son atelier, au cœur du quartier huppé de Recoleta.
Considéré comme l'étoile montante de la mode sud-américaine, Santiago Artemis est lauréat de nombreux prix dont le FACIF International Fur Contest 2015,.  
Il habille des célébrités de la musique et du cinéma comme Katy Perry, Lana Del Rey, Britney Spears, Lali Esposito ou Xuxa,. 
Selon le designer, « une Artémis Girl est audacieuse, confiante, elle ne veut pas se fondre dans la masse. ». Ouvertement gay, il conteste l'idée même de genre. 
En décembre 2019, il est honoré par Walter Vuoto, maire de sa ville natale Ushuaia.

## Télévision
Santiago Artemis apparaît dans différentes séries et shows télévisés argentins et, en 2019, obtient sa propre téléréalité intitulée «Moi, honte ? Jamais», produite et diffusée par la plateforme de streaming Netflix ,.